# Momostenango
Momostenango è un comune del Guatemala facente parte del Dipartimento di Totonicapán.